# Jidda fyr
Jidda fyr (arabiska: منارة جدة, Manarat Jidda) är ett utsiktstorn med en fyr på toppen, på en pir vid nordsidan av inloppet till Jiddas handelshamn i Saudiarabien. Det 131 meter höga tornet byggdes år 1990 och är världens högsta fyr, enligt Guinness rekordbok.
Tornet är byggt i stål på en sockel av betong. Högst upp, under själva fyren, finns en en stor, sfärisk struktur som används som hamnens kontrolltorn. Fyren visar vitt sken med tre blixtar var tjugonde sekund.